# La Virgen, Jerécuaro
La Virgen är en ort i Mexiko.   Den ligger i kommunen Jerécuaro och delstaten Guanajuato, i den centrala delen av landet, 170 km nordväst om huvudstaden Mexico City. La Virgen ligger 2 117 meter över havet och antalet invånare är 150.
Terrängen runt La Virgen är kuperad norrut, men söderut är den platt. Runt La Virgen är det ganska tätbefolkat, med 67 invånare per kvadratkilometer. Närmaste större samhälle är Jerécuaro, 9,3 km söder om La Virgen. I omgivningarna runt La Virgen växer huvudsakligen savannskog.